# گارون سارکسیان
گارون سرکسیان (ارمنی: Գարուն Սարքսեան) (زادۀ ۲۰ خرداد ۱۳۳۵ در تهران - ) مترجم، نویسنده و پژوهشگر و ارمنی اهل ایران است.

## زندگی حرفه ای

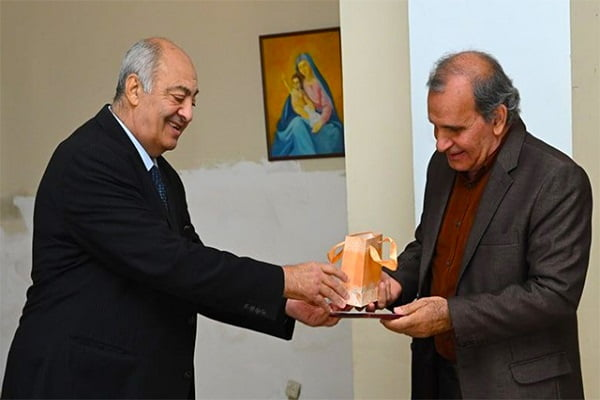
اهدای جایزه ادبی گانتق به گارون سارکسیان

گارون سرکسیان در ۲۰ خرداد ۱۳۳۵ در تهران به دنیا آمد. پس از پایان تحصیلات متوسطه در دبیرستان کوشش، لیسانس خود را در رشتۀ برنامه‌نویسی ماشین و فوق لیسانس را در رشتۀ تاریخ دریافت کرد. او در کانون نویسندگان ارمنستان عضویت دارد و همچنین عضو هیئت بنیانگذار انجمن دوستی ایران و ارمنستان است. وی عضو هیئت تحریریه دوهفته نامه «لویس» و همچنین عضو هیئت تحریریه دوهفته نامه ارمنی-فارسی «هویس» بوده‌است.

## برخی از مقالات
| عنوان                                            | سال  | نوع اثر |
| ------------------------------------------------ | ---- | ------- |
| مسیح در چه روزی متولد شد                         | ۱۳۸۳ | تألیف   |
| چهارصدمین سال مهاجرت ارمنیان به ایران            | ۱۳۸۳ | تألیف   |
| پیدایش الفبای ارمنی                              | ۱۳۸۴ | تألیف   |
| تاریخ اسقف سبئوس و اهمیت آن در پژوهش تاریخ ایران | ۱۳۸۴ | تألیف   |
| دودمان گریگور مقدس و نخستین رهبران دینی ارمنستان | ۱۳۸۳ | تألیف   |
| نخستین دولت مسیحی جهان                           | ۱۳۸۰ | تألیف   |
| ارم‍ن‍س‍ت‍ان اش‍ک‍ان‍ی در روزگ‍ار س‍اس‍ان‍ی‍ان                           | ۱۳۸۴ | تألیف   |

## جوایز
در سال ۱۳۸۷ موفق به دریافت لوح تقدیر از وزارت ارشاد و فرهنگ اسلامی به مناسبت شانزدهمین دوره هفته کتاب گردید.
در سال ۱۴۰۰ به مناسبت روز جهانی داستان نویسی از موسسه فرهنگی چوک لوح تقدیر دریافت نمود.
در سال ۱۴۰۰ موفق به دریافت جایزه ادبی کانتق از انجمن نویسندگان و مسند مطهر کلیسای رسولی ارمنستان گردید.